# 洛瓦斯海泰尼
洛瓦斯海泰尼，是匈牙利巴兰尼亚州所辖的一个村。总面积8.95平方公里，总人口279，人口密度31.2人/平方公里（2011年1月1日）。